# Detlef Schößler
Detlef Schößler (ur. 3 października 1962) – były niemiecki piłkarz występujący na pozycji obrońcy.

## Kariera klubowa
Schößler treningi rozpoczął w wieku 9 lat w klubie 1. FC Magdeburg. W 1980 roku został włączony do jego pierwszej drużyny i wówczas zadebiutował w DDR-Oberlidze. W 1983 roku zdobył z klubem Puchar NRD, po pokonaniu w jego finale 4:0 FC Karl-Marx-Stadt.
W 1989 roku odszedł do Dynama Drezno. W 1990 roku zdobył z nim mistrzostwo NRD oraz Puchar NRD. W 1991 roku, po zjednoczeniu Niemiec, rozpoczął z zespołem starty w Bundeslidze. Zadebiutował w niej 3 sierpnia 1991 w przegranym 0:1 meczu z 1. FC Kaiserslautern. 3 października 1992 w przegranym 2:3 spotkaniu z Werderem Brema strzelił pierwszego gola w trakcie gry w Bundeslidze. W 1995 roku spadł z Dynamem do 2. Bundesligi. W tym samym roku odszedł z zespołu.
Latem 1995 roku został graczem innego drugoligowego klubu - VfB Leipzig. W 1998 roku spadł z nim do Regionalligi. Wówczas przeszedł do SV 1919 Grimma, gdzie w 2001 roku zakończył karierę.

## Kariera reprezentacyjna
W reprezentacji NRD Schößler zadebiutował 19 lutego 1986 w wygranym 3:1 towarzyskim meczu z Portugalią. Po raz ostatni w kadrze zagrał 12 września 1990 w wygranym 2:0 towarzyskim spotkaniu z Belgią, które było jednocześnie ostatnim w historii reprezentacji NRD. W latach 1986–1990 w drużynie narodowej rozegrał w sumie 18 spotkań.